# Манько, Владимир Иванович
Владимир Иванович Манько (род. 1940) — российский физик, доктор физико-математических наук, главный научный сотрудник Физического института имени П. Н. Лебедева РАН.
Младший брат В. И. Манько.

## Биография
Родился 2 апреля 1940 года в Москве.
Окончил среднюю школу (1957, с золотой медалью), физический факультет МГУ (1963) и аспирантуру ФИАН (1966).
Защитил кандидатскую диссертацию «Некоторые вопросы использования групповых методов в теории элементарных частиц» (Москва, 1966) и докторскую диссертацию «Динамические симметрии и когерентные состояния в квантовой теории» (Москва, 1972). 
С 1966 года работает в ФИАН. Одновременно с 1968 года преподаёт в МФТИ: старший преподаватель, доцент (1980), профессор кафедры теоретической физики (с 1989).
Автор и соавтор более 300 научных работ, 2 монографий, нескольких научно-популярных книг. 